# Roughley Burn
Der Roughley Burn ist ein Wasserlauf in den Scottish Borders, Schottland. Er entsteht als Leys Burn am White Knowe und fließt in südlicher Richtung, bis er die ehemalige Eisenbahnlinie an der Riccarton Junction unterquert hat, wo er sich nach Westen wendet. An der Einmündung des Laidlehope Burn wendet er sich wiederum nach Süden und fließt so bis zu seiner Mündung in das Hermitage Water am Weiler Shaws.